# Memorial Oleg Dyachenko
O Memorial Oleg Dyachenko (oficialmente:Memorial of Oleg Dyachenko) é uma carreira ciclista profissional de uma única etapa, que se disputa anualmente na Rússia.
Criou-se em 2004 e desde a criação dos Circuitos Continentais da UCI em 2005 faz parte do UCI Europe Tour, dentro da categoria 1.2.
Disputa-se durante o mês de maio.

## Palmarés
| Ano  | Vencedor             | Segundo             | Terceiro                     |
| ---- | -------------------- | ------------------- | ---------------------------- |
| 2004 | Eduard Vorganov      | Mateusz Taciak      | Iwan Wassiljewitsch Seledkow |
| 2005 | Maxim Karpatchev     | Krzysztof Kuzniak   | Eduard Vorganov              |
| 2006 | Aleksandr Kuschynski | Aleksejs Saramotins | Vladislav Borisov            |
| 2007 | Serguei Firsanov     | Aleksejs Saramotins | Dmitriy Kosyakov             |
| 2008 | Timofey Kritsky      | Daniil Komkov       | Dmitriy Kosyakov             |
| 2009 | Mikhail Antonov      | Vitaliy Popkov      | Oleksandr Martynenko         |
| 2010 | Aleksandr Mirónov    | Aleksandr Porsev    | Toms Skujiņš                 |
| 2011 | Dmitriy Kosyakov     | Sergey Rudaskov     | Artem Topchanyuk             |
| 2012 | Alexander Rybakov    | Pavel Kochetkov     | Sergey Rudaskov              |
| 2013 | Alexander Rybakov    | Andriy Khripta      | Volodymyr Homeniuk           |
| 2014 | Andrey Solomennikov  | Igor Boev           | Oleksandr Polivoda           |
| 2015 | Mykhaylo Kononenko   | Oleksandr Polivoda  | Vitaliy Buts                 |

## Palmarés por países
| País         | Vitórias |
| ------------ | -------- |
| Rússia       | 10       |
| Bielorrússia | 1        |
| Ucrânia      | 1        |